# Philipp Joseph Kinsky

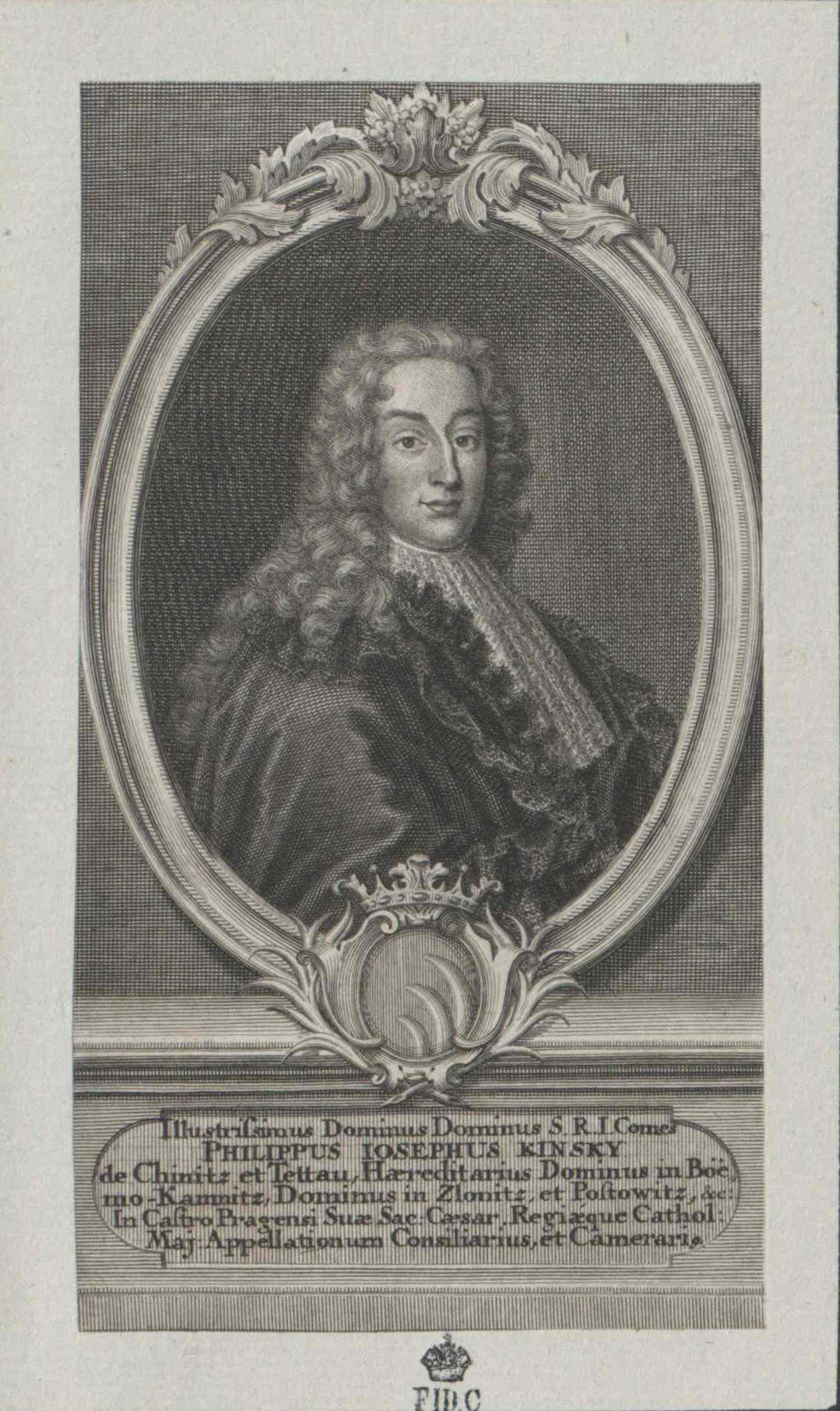
Philipp Joseph Graf Kinsky

Philipp Joseph Franz Graf Kinsky von Wchinitz und Tettau (* 1. Mai 1700 in Prag; † 12. Januar 1749 in Wien) war ein Diplomat und Staatsmann in österreichischen Diensten stehend. Er war ein Vertrauter und Berater Maria Theresias.

## Leben
Philipp Joseph war der Sohn des Grafen Wenzel Norbert Octavian Kinsky (* 1. Juli 1642; † 3. Januar 1719) und dessen dritter Ehefrau, Maria Anna Theresia Freiin von Nesselrode († 6. Oktober 1716). Ebenso wie sein Vater erhielt er eine hervorragende Ausbildung und trat in den österreichischen Staatsdienst, in dem er die Karriereleiter rasch hochstieg. Mit 28 Jahren wurde er als bevollmächtigter Minister nach England gesandt. Am 10. Januar 1736 wurde er von Kaiser Karl VI. zum böhmischen Hofkanzler und am 21. April 1738 zum Obersten Kanzler von Böhmen ernannt. Philipp Joseph war ein Vertrauter von Prinz Eugen von Savoyen, der ihn unterstützte und förderte.
Nach dem Tode von Kaiser Karl VI. wurde Philipp Joseph von dessen Nachfolgerin, der erst 23-jährigen Maria Theresia, in seinen Ämtern bestätigt. In dieser Zeit entwickelte er sich zu einem der wichtigsten und engsten Berater der jungen Monarchin, die ihm ihr volles Vertrauen schenkte und zu der er nahezu freundschaftliche Beziehungen unterhielt. Zeitgenossen schildern ihm als einen Mann von „äußerst heftiger Gemüthsart“. Sein nahezu an Starrsinn grenzendes Gemüt trugen jedoch wesentlich dazu bei, dass er die junge Maria Theresia, die damals von nahezu allen Fürsten Europas verlassen wurde, gegen ihre Widersacher tatkräftig unterstützen und beraten konnte.
Graf Kinsky sorgte für die Zufuhr von Lebensmitteln für das 1743 neu aufgestellte österreichische Heer, nachdem die Heere der Bundesgenossen aus Böhmen verdrängt worden waren. Er wirkte im Wesentlichen auch bei der Vorbereitung der Krönungsfeierlichkeiten für die Monarchin mit, die sich in Prag zur Königin von Böhmen krönen ließ. Die Krönung fand am 12. Mai 1743 im Prager Sankt Veitsdom statt. Ein Jahr später (1744) wurde ihm für seine Verdienste der Ritterorden vom Goldenen Vlies (Ordensritter Nr. 713) verliehen.
Über viele Jahre hinweg wurde Philipp Joseph mit der Verwaltung der königlichen Güter beauftragt, er war der maßgebende Ratgeber der Krone in finanziellen Angelegenheiten. Schließlich übernahm er die Finanzverwaltung der gesamten kaiserlichen Erbländer. Nachdem der Plan der Rückeroberung Schlesiens aufgegeben werden musste, sollte ein Ausweg gefunden werden, um die finanzielle Lage des Landes zu verbessern. Wegen Meinungsverschiedenheiten innerhalb der Finanzverwaltung zog sich Philipp Joseph 1747 aus den öffentlichen Leben zurück und widmete sich ausschließlich der Verwaltung seiner Güter.
Außerdem widmete er sich karitativen Projekten. Er gründete Krankenhäuser in Böhmisch-Kamnitz und Zlonitz.
Philipp Joseph starb am 12. Januar 1749 in Wien. Seine sterblichen Überreste wurden nach Prag überführt, wo er in der Krypta der Salvatorkirche zur letzten Ruhe gebettet wurde.

## Familie
Am 17. November 1722 heiratete Philipp Joseph Maria Karolina Gräfin von Martinitz (* 26. Dezember 1700 in Modena; † 12. Mai 1785 in Wien). Sie hatten acht Kinder:
- Franz Karl (* 1722; † 1728)
- Karl Joseph (* 1723; † 1724)
- Maria Josepha (* 1724; † 1754) ⚭ am 2. Mai 1740 mit Michael Johann von Althan (* 1710; † 1778)
- Franz de Paula Ulrich (* 1726; † 1792) ⚭ am 14. April 1749 mit Marie Sidonie von Hohenzollern-Hechingen (* 1729; † 1815)
- Maria Anna (* 1727; † 1733)
- Maria Theresia (* 1730; † 1797) ⚭ am 15. April 1765 mit Otto Philipp von Hohenfeld (* 1733; † 1799)
- Maria Antonia (* 1732; † 1803) 1. ⚭ im Jahr 1752 mit Nikolaus Erdődy (* 1719; † 1757), 2. ⚭ Christoph Erdődy von Monyorókerék und Monoszló (1726–1777)
- Johann Joseph Maximilian (* 1734; † 1790) ⚭ am 25. April 1758 mit Maria Theresia von Auersperg (* 1735; † 1800)